# Edmund Joensen
Edmund Esbern Johannes Joensen (født 19. september 1944 i Oyri, Færøerne) er en færøsk politiker (SB), der er tidligere lagmand, lagtingsformand og folketingsmand. Edmund Joensen er søn af Poul Joensen og Hansina f. Samuelsen og gift med
Edfríð, datter af Jacoba og Hjalmar Johannesen fra Norðskáli.

## Politisk arbejde
Han var kommunalbestyrelsesmedlem i Sunda kommuna 1970–1980.
Joensen blev valgt til Lagtinget for det social-liberale parti Sambandsflokkurin for første gang i 1988. Han var partiets parlamentariske leder i 1990–1994. Han var også partiformand i elleve år i perioden 1990–2001.
Efter flere års økonomisk og politisk uro fik Sambandsflokkurin massiv tilslutning ved lagtingsvalget i 1994, og Joensen kunne danne sin første regering sammen med Javnaðarflokkurin, Verkamannafylkingin og Sjálvstýrisflokkurin. Gennem sin periode som Lagmand var Joensen også medlem af Folketinget, men havde i den periode stedfortræder.
Han har været medlem af Lagtingets Industriudvalg, Samfærdselsudvalg og Markedsudvalg.
Medlem af Folketinget, valgt for Sambandsflokkurin, først fra 21. september 1994 til 10. marts 1998 og igen fra 13. november 2007.
Han fik ikke genvalg til Folketinget ved folketingsvalget i 1998, og kort tid efter udskrev han uventet nyvalg til Lagtinget, hvorved Sambandsflokkurin og de øvrige regeringspartier led nederlag. Joensen blev herefter igen lagtingsmedlem og Sambandsflokkurins parlamentariske leder.
Fra 2002 til 2008 var Joensen lagtingsformand. Ved folketingsvalget i 2007 blev han igen valgt som det ene af Færøernes to folketingsmedlemmer. Ved dette og det efterfølgende folketingsvalg i 2011 opnåede Joensen et større antal stemmer end partiformand Kaj Leo Holm Johannesen, hvilket vakte opsigt på Færøerne. Efter valget i 2007 sikrede Joensen det borgerlige flertal i Danmark, så Fogh-regeringen kunne fortsætte. Han havde en associeringsaftale med Venstre og var medlem af Venstres folketingsgruppe.
Ved folketingsvalget i 2019 opnåede Edmund Joensen igen valg til det danske Folketing som repræsentant for Færøerne. Han genopstillede ikke ved valget i 2022 hvor i stedet hans barnebarn Anna Falkenberg blev valgt for Sambandsflokkurin.
Edmund Joensen er den første færing, der har været formand for Færøudvalget i Folketinget, og han var også medlem af det vigtige Udenrigspolitiske Nævn i Folketinget.
I sin tid som lagmand på Færøerne stod Edmund Joensen i spidsen for genopbygningen af Færøernes økonomi efter bankkrakkene og krisen i 1990erne. Han tog initiativ til at indføre en ny styrelseslov (en slags grundlov for Færøerne) i 1994, med bl.a. ministeransvar. Joensen tog også som lagtingsformand initiativ til at samle Færøerne i en valgkreds, hvor der tidligere var syv valgkredse.
Edmund Joensen er kendt som tilhænger af og fortaler for Færøernes fortsatte medlemskab af Rigsfællesskabet mellem Danmark, Færøerne og Grønland. Joensen går desuden ind for færøsk medlemskab af EU via den såkaldte ålandske model.

## Andre poster
- Fisker, i forretningslivet, redervirksomhed og produktionsvirksomhed hos O.C. Joensen fra 1959
- Involveret i opdrætsvirksomhed og oprettelsen af lakseeopdrætsvirksomheder fra 1969.
- Virksomhedsleder på lakseopdrætsanlægget i Oyrabakki fra 1978.
- Direktør for p/f O.C. Joensen.
- Bygderådsmedlem i Sunda bygderåd 1970-1980.
- Medlem af skoleudvalget og formand for bestyrelsen for Fællesskolen i Oyrabakki.
- Medlem af bestyrelsen for L/F Føroya Fiskasøla 1987-1994.
- Medlem af repræsentationsudvalget i L/F Føroya Fiskasøla 1987-1994.

## Hæder
Ridder af Dannebrog 1995. Ridder af Dannebrog af 1. grad 1997. Kommandørkorset 2005.